# Kołczyn (województwo lubelskie)
Kołczyn – wieś w Polsce położona w województwie lubelskim, w powiecie bialskim, w gminie Rokitno.
Wieś szlachecka położona była w końcu XVIII wieku w powiecie brzeskolitewskim województwa brzeskolitewskiego.
W latach 1975–1998 miejscowość administracyjnie należała do województwa bialskopodlaskiego.
Wieś jest sołectwem w gminie Rokitno. Według Narodowego Spisu Powszechnego z roku 2011 wieś liczyła 180 mieszkańców.
| SIMC    | Nazwa           | Rodzaj    |
| ------- | --------------- | --------- |
| 1023428 | Aleksandrów     | część wsi |
| 1023440 | Buchowiec       | część wsi |
| 1023463 | Dreny           | część wsi |
| 1023470 | Gajki           | część wsi |
| 0018299 | Kolonia Kołczyn | część wsi |
| 1023517 | Lody            | część wsi |
| 1023523 | Ogródki         | część wsi |
| 1023530 | Ornowszczyzna   | część wsi |

Wierni Kościoła rzymskokatolickiego należą do parafii Przemienienia Pańskiego w Malowej Górze.